# دردار باتافي
دردار باتافي (الاسم العلمي: Ulmus batavina) هو نوع نباتي يتبع جنس الدردار من فصيلة الدردارية.